# 水街 (香港)

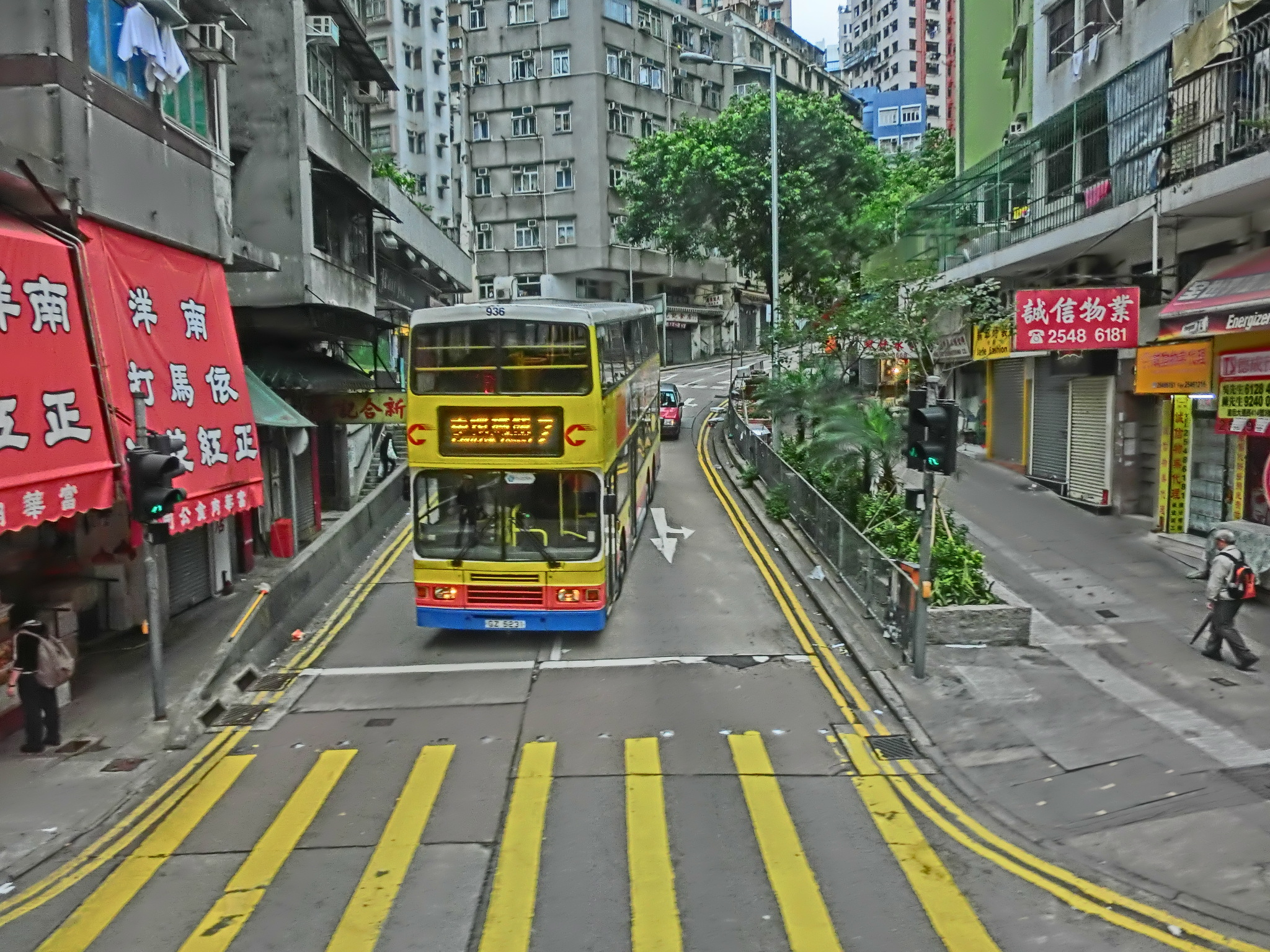
水街中段

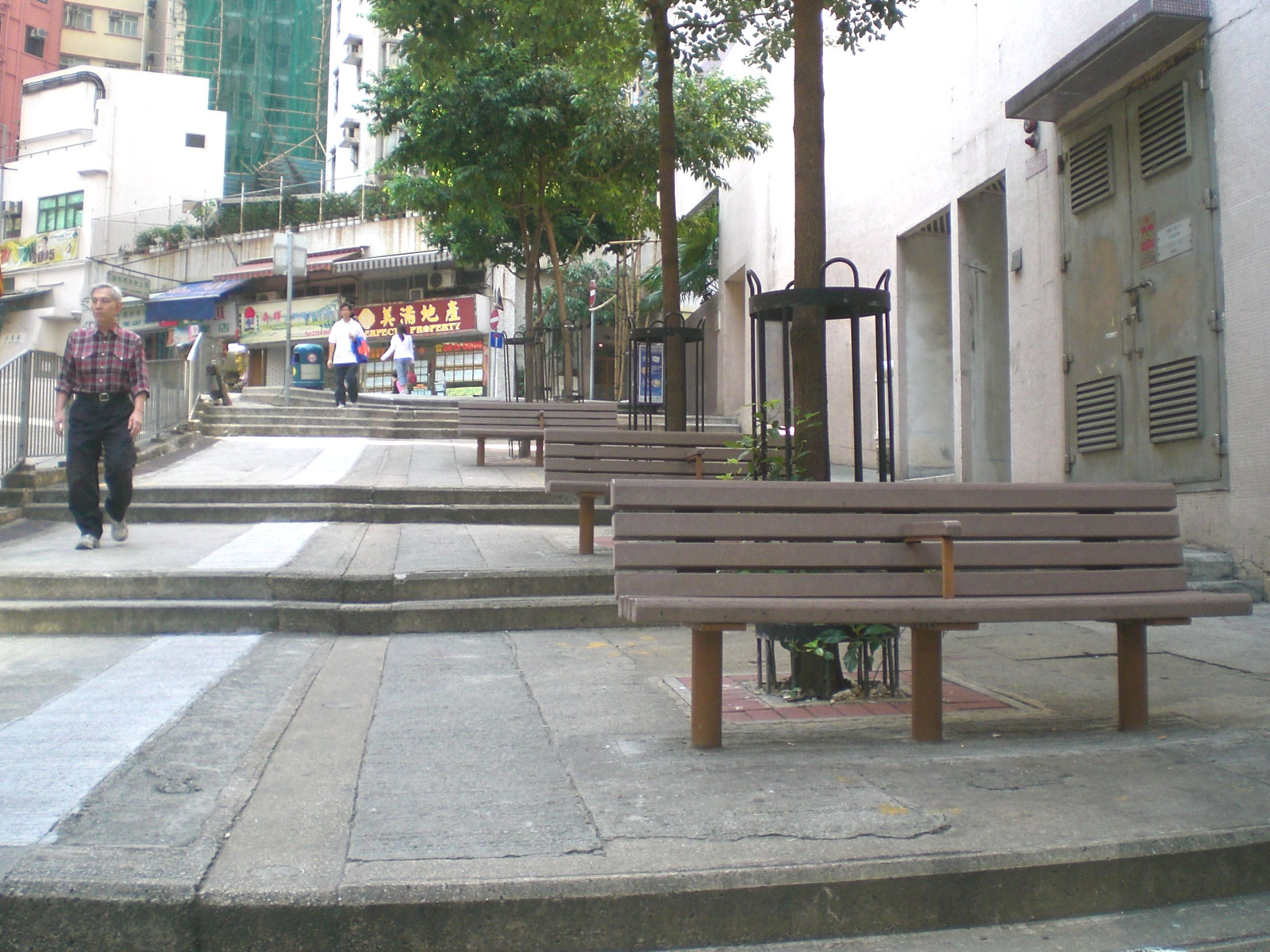
行人道上的公共長椅。該段行人道原有固定菜檔，由此圖中亦可隱約看到昔日用作劃位的黃線

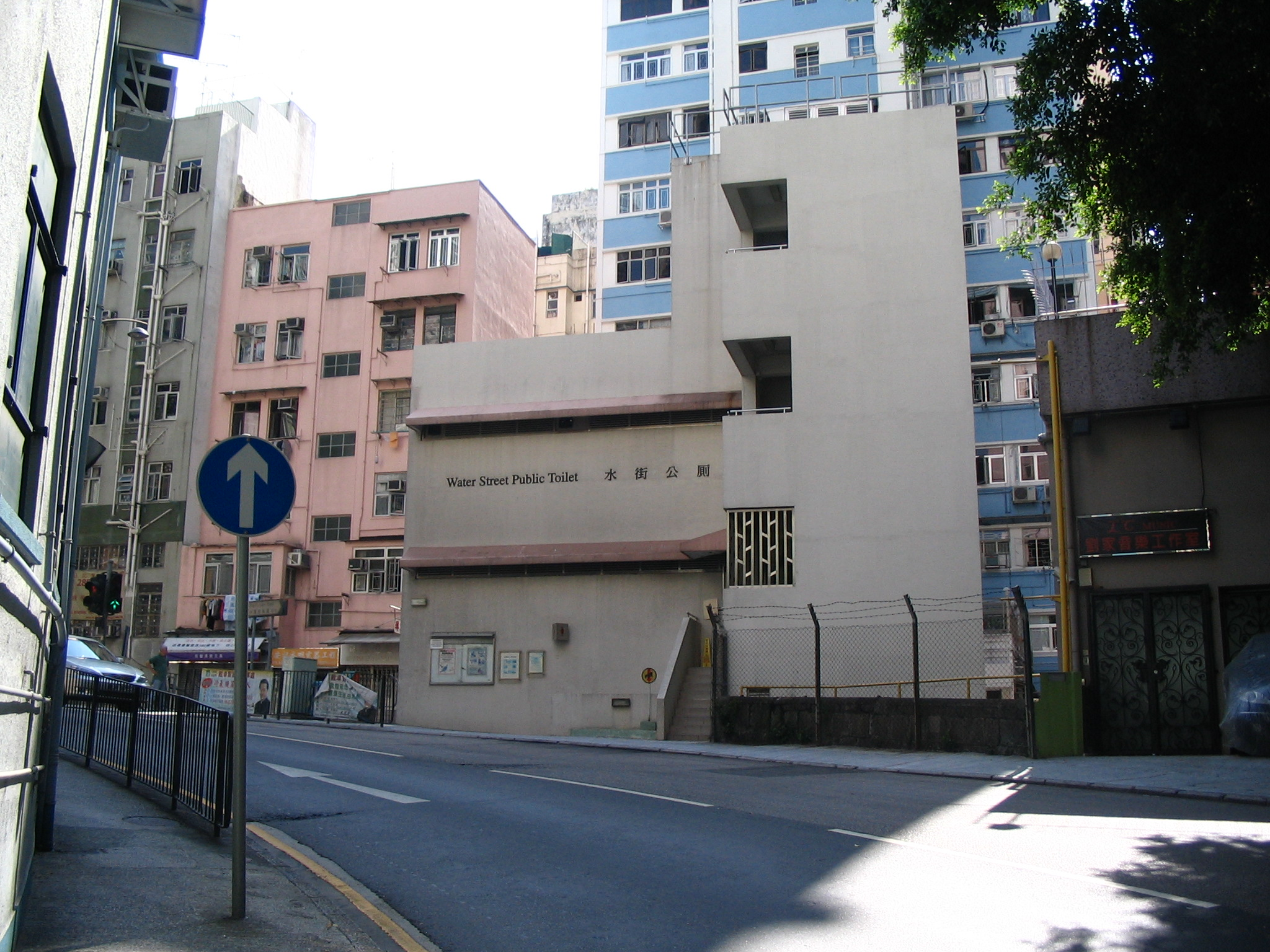
水街公廁及浴室，入口位於薄扶林道

水街（英語：Water Street）是香港的一條街道，位於香港島西營盤及石塘咀交界(以西為石塘咀，以東為西營盤)。水街南至薄扶林道和高街交界，北至諾道西，是一條南北走向的下斜街道。水街大部分路段是一條單程路，途經第三街、第二街、皇后大道西和德輔道西。不過因為薄扶林道至第三街的一段水街被一條樓梯分隔的關係，車輛並不能從薄扶林道直接通過水街前往山下，須繞道聖類斯中學外的一段第三街進入。在水街南端通過興漢道私家路的樓梯，可通往般咸道及香港大學東閘。

## 歷史

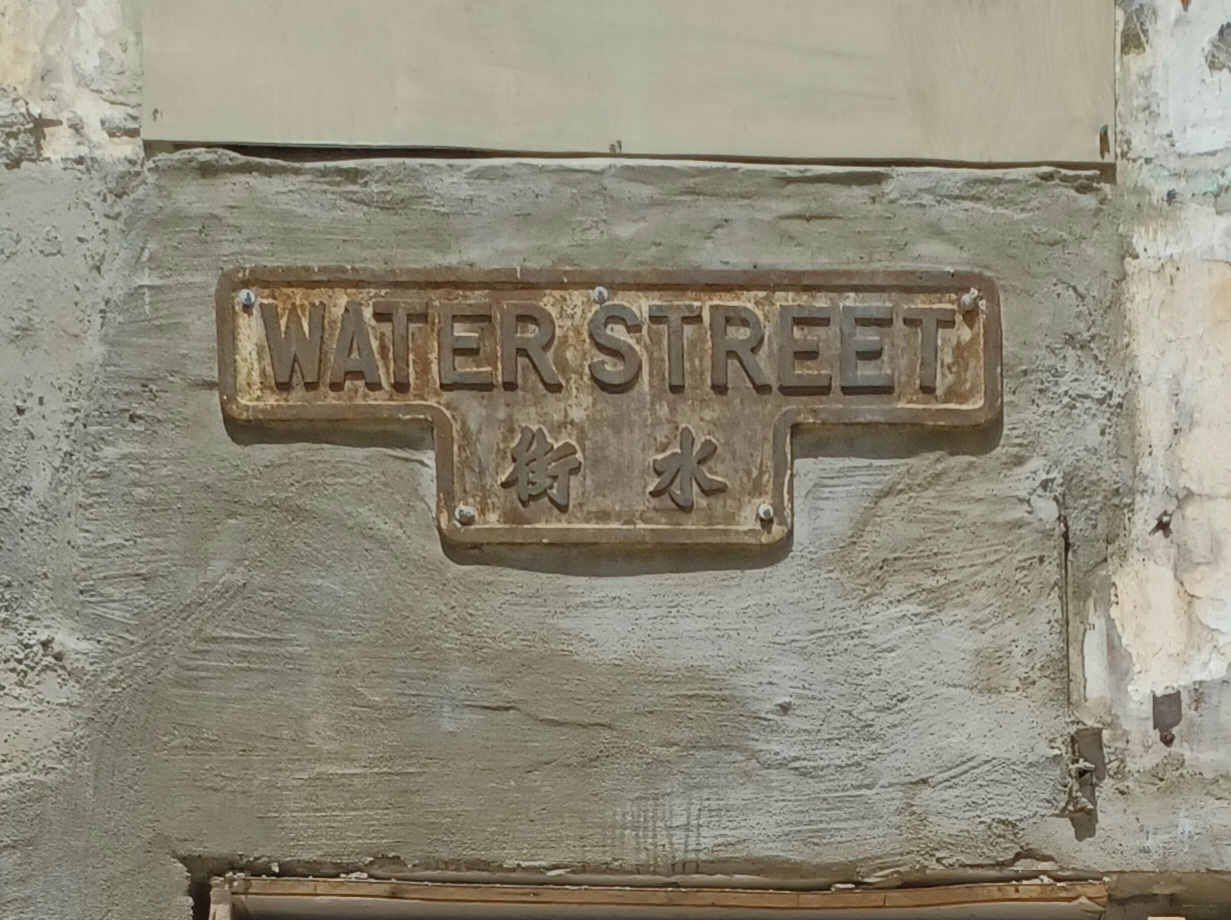
水街圓角T型街牌

水街的中間原有一條大型的明渠，把山泉水帶到維多利亞港，水街因此得名。後來明渠被覆蓋，發展成步行街。後来步行街又變成行車街道。在1980年代至1990年代，水街仍有流動熟食小販車和固定的菜檔。在樓梯底至第三街的一段，因為鄰近聖保羅書院、李陞小學、聖類斯中學等學校，流動熟食小販檔常在學生下課時駐守該處，等候他們光顧。而在皇后大道西至第三街一段的水街行人路則有固定菜檔，方便附近居民買菜，不用走至石塘咀街市或正街街市。不過隨著香港政府不再簽發流動小販牌照，以及加強打擊無牌小販，整條水街已變回普通的街道。於2000年代，水街沿路開設了三所酒店。西營盤交通方便，鄰近中環中心商業區，為旅客提供較為便宜的酒店服務。

## 水街盂蘭節
每年盂蘭節期間，水街有一街坊社團，會組織盂蘭節拜神燒衣紙活動，理由是水街斜坡有大貨車、巴士落山，以前曾經發生致命交通意外。水街盂蘭節正是為燒衣給亡魂，令街坊得個安心。按警方資料，此一社團每年公開集資活動，未有依例向社署申請。由於是項慈善活動由來已久，捐款又非強迫性質，西區警署無收到報案，所以警察只是口頭忠告組織的單位，備案了事。

## 沿途主要建築
- 紅茶館酒店
- 香港華美達酒店
- 香港萬怡酒店
- Bohemian House
- 屈地街電車廠
- 西區副食品批發市場

## 外部連結
- 中原地圖上的水街地圖 （页面存档备份，存于）